# Cypria ophtalmica
Cypria ophtalmica är en kräftdjursart som först beskrevs av Louis Jurine 1820.
Cypria ophtalmica ingår i släktet Cypria och familjen Cyprididae. Inga underarter finns listade i Catalogue of Life.